# Giberto I Pio
Giberto I Pio (... – 1389) è stato un condottiero italiano, consignore di Carpi.

## Biografia
Era figlio di Galasso I Pio e di Beatrice da Correggio. Fu uomo d'armi e dal 1363 fu al servizio dei Visconti. Alla morte del padre nel 1367 gli succedette nel governo di Carpi assieme al fratello Marsilio, col quale militò contro Reggio. Nacque una lite con Marsilio che non intendeva proseguire l'alleanza con i Visconti, che vennero abbandonati anche da Giberto nel 1374 a favore degli Estensi. La controversia si risolse solo nel 1384 con la morte di Marsilio. Fu ambasciatore della città di Urbino a Firenze nel 1386. Nel 1387 ottenne la conferma dell'investitura di Carpi dall'imperatore Venceslao di Lussemburgo. Morì nel 1389.

## Discendenza
Giberto sposò in prime nozze Bianca Casati di Milano e in seconde nozze Bianca Fieschi.
Ebbe sei figli:
- Alberto, condottiero al servizio dei Visconti
- Marco (?-1418), suo successore
- Galasso (?-1413)
- Verde, sposò in prime nozze Ludovico Alidosi, signore di Imola
- Agnese
- Niccolò (?-1405)

## Ascendenza
|                          |                       |                         | Genitori |  |  | Nonni |  |  | Bisnonni     |  |  | Trisnonni |  |
|                          |                       |                         |          |  |  |       |  |  | Federigo Pio |  |  | …         |  |
|                          |                       |                         |          |  |  |       |  |  | Federigo Pio |  |  | …         |  |
|                          |                       | …                       |          |  |  |       |  |  | Federigo Pio |  |  |           |  |
| Manfredo I Pio           |                       |                         |          |  |  |       |  |  | Federigo Pio |  |  |           |  |
|                          |                       | Agnese da Gorzano       | …        |  |  |       |  |  |              |  |  |           |  |
|                          |                       | Agnese da Gorzano       | …        |  |  |       |  |  |              |  |  |           |  |
|                          |                       | Agnese da Gorzano       | …        |  |  |       |  |  |              |  |  |           |  |
| Galasso I Pio            |                       | Agnese da Gorzano       |          |  |  |       |  |  |              |  |  |           |  |
|                          |                       | …                       | …        |  |  |       |  |  |              |  |  |           |  |
|                          |                       | …                       | …        |  |  |       |  |  |              |  |  |           |  |
|                          |                       | …                       | …        |  |  |       |  |  |              |  |  |           |  |
| Fiandrina de' Bocchi     |                       | …                       |          |  |  |       |  |  |              |  |  |           |  |
|                          |                       | …                       | …        |  |  |       |  |  |              |  |  |           |  |
|                          |                       | …                       | …        |  |  |       |  |  |              |  |  |           |  |
|                          |                       | …                       | …        |  |  |       |  |  |              |  |  |           |  |
| Giberto I Pio di Savoia  |                       | …                       |          |  |  |       |  |  |              |  |  |           |  |
|                          | Guido II da Correggio | Gherardo V da Correggio |          |  |  |       |  |  |              |  |  |           |  |
|                          | Guido II da Correggio | Gherardo V da Correggio |          |  |  |       |  |  |              |  |  |           |  |
|                          | Guido II da Correggio | Adelasia Rossi          |          |  |  |       |  |  |              |  |  |           |  |
| Giberto III da Correggio | Guido II da Correggio |                         |          |  |  |       |  |  |              |  |  |           |  |
|                          |                       | Mabilia della Gente     | …        |  |  |       |  |  |              |  |  |           |  |
|                          |                       | Mabilia della Gente     | …        |  |  |       |  |  |              |  |  |           |  |
|                          |                       | Mabilia della Gente     | …        |  |  |       |  |  |              |  |  |           |  |
| Beatrice da Correggio    |                       | Mabilia della Gente     |          |  |  |       |  |  |              |  |  |           |  |
|                          |                       | Malaspina Mulazzo       | …        |  |  |       |  |  |              |  |  |           |  |
|                          |                       | Malaspina Mulazzo       | …        |  |  |       |  |  |              |  |  |           |  |
|                          |                       | Malaspina Mulazzo       | …        |  |  |       |  |  |              |  |  |           |  |
| Elena Malaspina          |                       | Malaspina Mulazzo       |          |  |  |       |  |  |              |  |  |           |  |
|                          |                       | …                       | …        |  |  |       |  |  |              |  |  |           |  |
|                          |                       | …                       | …        |  |  |       |  |  |              |  |  |           |  |
|                          |                       | …                       | …        |  |  |       |  |  |              |  |  |           |  |
|                          |                       | …                       |          |  |  |       |  |  |              |  |  |           |  |